# Гамбург-Морфліт
Морфліт (нім. Moorfleet) — частина району Бергедорф вільного та ганзейського міста Гамбург. Морфліт входить до складу місцевості Маршланде, і розташований безпосередньо на Дов Ельбі, одному з рукавів Нижньої Ельби.